# (212981) Majalitović
(212981) Majalitović est un astéroïde de la ceinture principale.

## Description
(212981) Majalitovic est un astéroïde de la ceinture principale. Il fut découvert le 14 février 2009 à La Sagra par l'Observatoire astronomique de Majorque. Il présente une orbite caractérisée par un demi-grand axe de 2,26 UA, une excentricité de 0,17 et une inclinaison de 2,1° par rapport à l'écliptique.

## Compléments